# Río Platte Sur

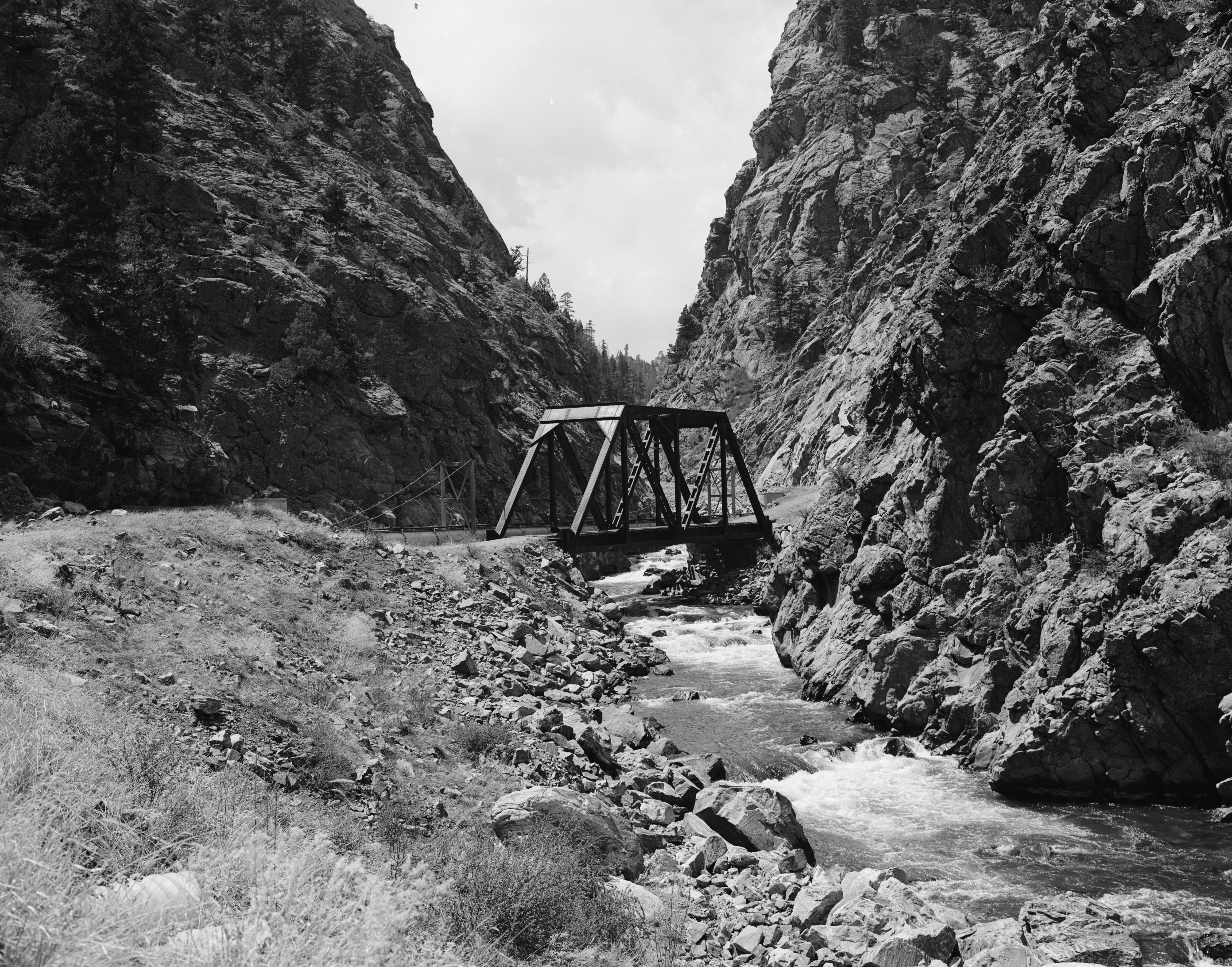
Puente Deansbury sobre el río Platte Sur, cerca de Waterton (cerca del límite entre los condado de Jefferson y Douglas, en Colorado).

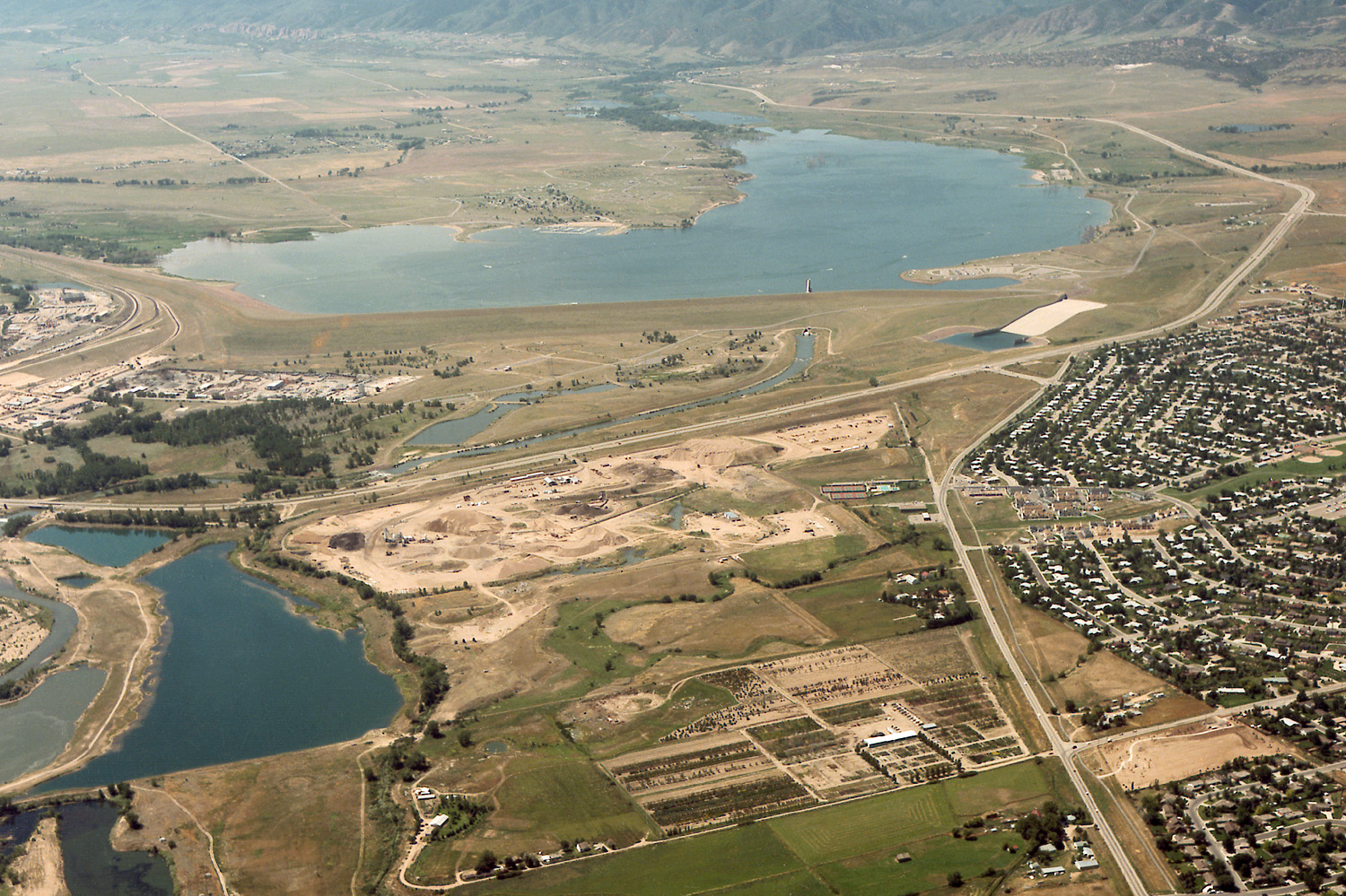
El embalse Chatfield, al sur de Denver, cerca de Littleton.

El río Platte Sur o río de Jesús María (en inglés: South Platte River, que significa 'río plano del Sur' (o meridional), según la palabra francesa «platte») es un río del Medio Oeste de los Estados Unidos, una de las dos fuentes del río Platte (a su vez afluente del río Misuri) que discurre por la vertiente oriental de las Montañas Rocosas y la parte central de las Grandes Llanuras. Tiene aproximadamente 707 km de longitud, que lo sitúan entre los 60 ríos más largos de los Estados Unidos. Drena una cuenca de 62.738 km² (algo más pequeña que países como Lituania, Letonia o Sri Lanka), que corresponden a la mayor parte de la vertiente oriental de las Montañas Rocosas en Colorado y a una amplia región de la zona central de las Grandes Llanuras, en especial, de los Llanos Orientales de Colorado y del Sur de Nebraska. Con 48.948 km² de cuenca en Colorado, el río Platte Sur es el tercer colector de Colorado y es la principal fuente de abastecimiento de agua de la parte oriental del estado y para la agricultura en la árida región del Piedmont. Su cuenca también comprende una pequeña parte del estado de Wyoming, el extremo suroriental, la región de los alrededores de la ciudad de Cheyenne.
El río Platte fue muy importante en la expansión hacia el Oeste de Estados Unidos, discurriendo por su valle la Great Platte River Road, la principal ruta al oeste (en la que confluían, en Fort Kearny, otras tres rutas: el sendero de Oregón, el sendero Mormón y la ruta de California). Ninguna de estas vías tomaba el valle del Platte Sur, yendo todas por el valle del río Platte Norte.
Administrativamente, el río discurre por los estados de Colorado y Nebraska.

## Historia
Históricamente conocido como río Jesús María, por las autoridades españolas.

## Geografía
El río se forma por la confluencia de los ramales South Fork (40 km) y Middle Fork (56 km), aproximadamente a unos 25 km al sureste de Fairplay (610 hab. en 2000), en la parte central del estado de Colorado, en el condado de Park, al sudoeste de Denver (554.636 hab.), en la cuenca de pastos de South Park. Ambas fuentes nacen en la vertiente oriental de la cordillera del Mosquito (Mosquito Range), en la parte oeste de South Park, que es drenada por los afluentes y las cabeceras del río.
El río Platte Sur discurre en su curso alto primero en dirección sureste y, al poco de formarse, el río ya está embalsado: primero en el embalse Montaña Spinney (dentro del parque estatal Spinney Mountain State Park), e inmediatamente después, en el Eleven Miles (también en el parque Eleven Mile State Park). Vira el río en dirección noreste y entra en una zona bastante montañosa, que atraviesa discurriendo por el cañón Platte (a veces llamado cañón Waterton), de una longitud aproximada de unos 80 km. A mitad del cañón, el río está nuevamente embalsado, primero en el lago Cheesman y luego, nada más recibir al North Fork (80 km), en el embalse de Strontia Springs. Sale el Platte Sur de la zona montañosa y llega a la zona sur de Denver, a las colinas del suburbio de Littleton (40.340 hab.), donde de nuevo se embalsa en la presa Chatfield (finalizada en 1965, con una superficie de solamente 6 km²) para proporcionar agua potable al Área Metropolitana de Denver.
El río corre hacia el norte atravesando la ciudad de Denver por su parte central, ya que capital fue fundada a lo largo de sus dos orillas, en la confluencia con el arroyo Cherry (103 km). El valle de Denver está altamente industrializado y sirve como ruta para las líneas de ferrocarril y de la Interestatal 25. El río sigue en dirección norte, recibiendo al arroyo Clear (102 km), que desciende desde las montañas proveniente del Oeste por un cañón que fue la cuna de la Pike's Peak Gold Rush (fiebre del oro). En esa zona el río discurre atravesando el corazón agrícola del Piedmont (una región de esquistos que fue formada por la erosión del antepasado del río, a raíz de la creación de las Montañas Rocosas). Fluye directamente pasado las comunidades de Brighton (20.905 hab.) y Fort Lupton (6.787 hab.), y recibe, en sucesión, por la izquierda, al arroyo Saint Vrain (64 km), a los ríos Little (32 km) y Big Thompson (126 km) y al río Cache de la Poudre (203 km), que recibe al este de Greeley (76.930 hab.).
Pasado Greeley, el río vira hacia el Este, discurriendo a través de los Llanos Orientales de Colorado (Colorado Eastern Plains), pasando por las localidades de Fort Morgan (11.034 hab.) y de Brush (5.117 hab.), donde se encamina al noroeste, llegando a Sterling (11.360 hab.). Recibe después por la izquierda al más largo de sus afluentes, el arroyo Lodgepole (447 km), que discurre por la parte Sur de Nebraska; al poco, el Platte llega a Julesburg (1.467 hab.), muy cerca de la frontera con Nebraska. Ya en Nebraska, el río fluye casi paralelamente al río Platte Norte, separados solo unos 8 km, en un tramo de aproximadamente 80 km. Pasa por las localidades de Ogallala (4.930 hab.), Paxton, Sutherland y luego por North Platte (23.878 hab.), donde ambos ríos se unen para formar el río Platte.